# Đầu hồ

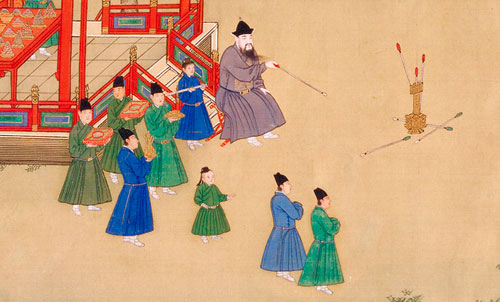
Minh Tuyên Tông hành lạc đồ - 明宣宗行樂圖.

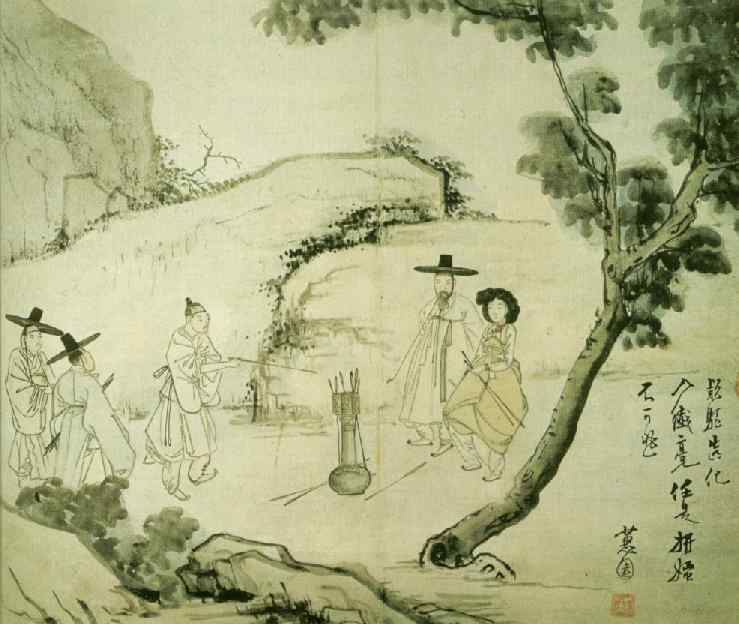
Lâm hạ Đầu hồ - 林下投壺.

Đầu hồ (chữ Hán: 投壺; Hangul: 투호놀이; Kana: とうこ) là một trò chơi thể loại du hí của giới thượng lưu trong khối văn minh Đông Á, phổ biến ở các nước Trung Hoa, Hàn Quốc, Nhật Bản và Việt Nam. Theo từ ngữ, "Đầu" nghĩa là ném và "hồ" là cái bình, chơi Đầu hồ là ném cái phi tiêu cho lọt vào trong miệng bình.

## Xuất xứ
Đây là trò chơi xuất xứ từ Trung Hoa, phổ biến qua các nước Hàn Quốc, Nhật Bản và Việt Nam. Tương truyền từ thời Xuân Thu, trò chơi này đã rất phổ biến và lưu truyền sang các nước khác.
Đầu hồ từ đó rất được giới thượng lưu ưu chuộng. Người chơi phải hết sức khéo léo và tinh tế trong việc tính toán chính xác cự ly và độ nhún của phi tiêu. Trò chơi diễn ra tại các cung đình, sân đình trống, các vua quan tập trung lại và trò chơi không có tính sát phạt, người thắng sẽ được thưởng vài món quà lưu niệm và người thua thì sẽ phạt bằng vài ly rượu.
Ở Việt Nam, trò chơi này được ghi chép rất rõ ràng ở thời nhà Nguyễn. Hoàng đế Tự Đức là người thích chơi và chơi giỏi nhất môn thể thao cung đình này. Người thứ hai là Bảo Đại, dù là vị Hoàng đế này thích chơi các trò chơi Tây Phương như bắn cung, tennis, cầu lông.

## Dụng cụ chơi Đầu hồ

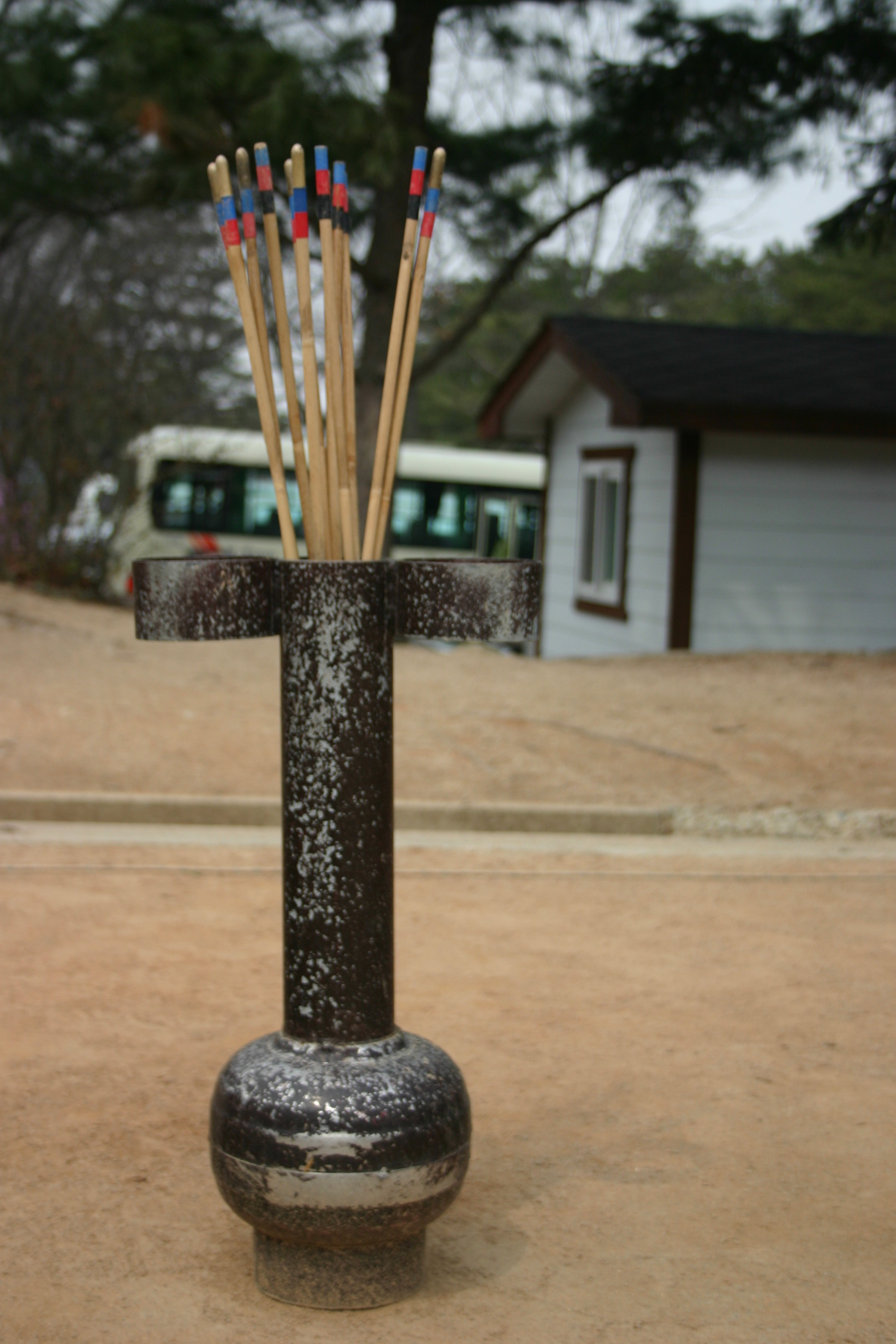
Đầu hồ của Hàn Quốc.

Các dụng cụ chơi khá đơn giản, nhưng ở thời Nguyễn Việt Nam cách chơi được cải biến và trở nên khó hơn thông thường. Dụng cụ gồm 3 thứ: cái bình, những phi tiêu và một miếng ván nhỏ.
- Bình: Như bầu rượu, cao lớn, thường làm bằng sứ hoặc kim loại, bên ngoài có trang trí. Chiều cao của bình là 65 cm, đường kính 5 cm.
- Phi tiêu: Còn gọi là thẻ, gồm 12 chiếc tượng trưng cho 12 tháng trong năm, độ dài của phi tiêu tùy thuộc vào người chơi ngằn nhất là 40 cm và dài nhất là 80 cm.
- Con cóc: Giữa khoảng cách từ chỗ người đứng chơi đến vị trí của bình, còn đặt một miếng ván bằng gỗ kiền, thường được gọi một cách nôm na là con cóc, với diện tích mặt bằng khoảng 25 cm × 40 cm và cao chừng 5 cm. Miếng ván này được dùng để đầu phi tiêu được ném xuống sau khi người chơi cho nó nhún nhiều lần trên tay rồi cho bung ra khỏi tay, và phi tiêu dội ngược lên về phía bình để rơi vào miệng của nó.

Vào thời nhà Nguyễn ở Việt Nam không phải ném trực tiếp vào bình, mà lại ném gián tiếp qua một dụng cụ khác nữa. Người chơi cầm những mũi tên và ném sao cho những mũi tên vào "con cóc", sao cho mũi tên bật lên cao và bay lọt vào miệng chiếc bình gỗ cổ cao đặt cách mảnh ván không xa. Đây là trò chơi khó, chỉ dành cho những xảo thủ khéo léo mà thôi.
Trong khi đó, chơi Đầu hồ kiểu Trung Hoa, hàn Quốc và Nhật Bản thì giản đơn theo kiểu cũ: người chơi chỉ việc ném những mũi tên lọt vào miệng chiếc hồ làm bằng sứ hay bằng pháp lam.

## Đầu hồ trong Bảo tàng Mỹ thuật Cung đình Huế

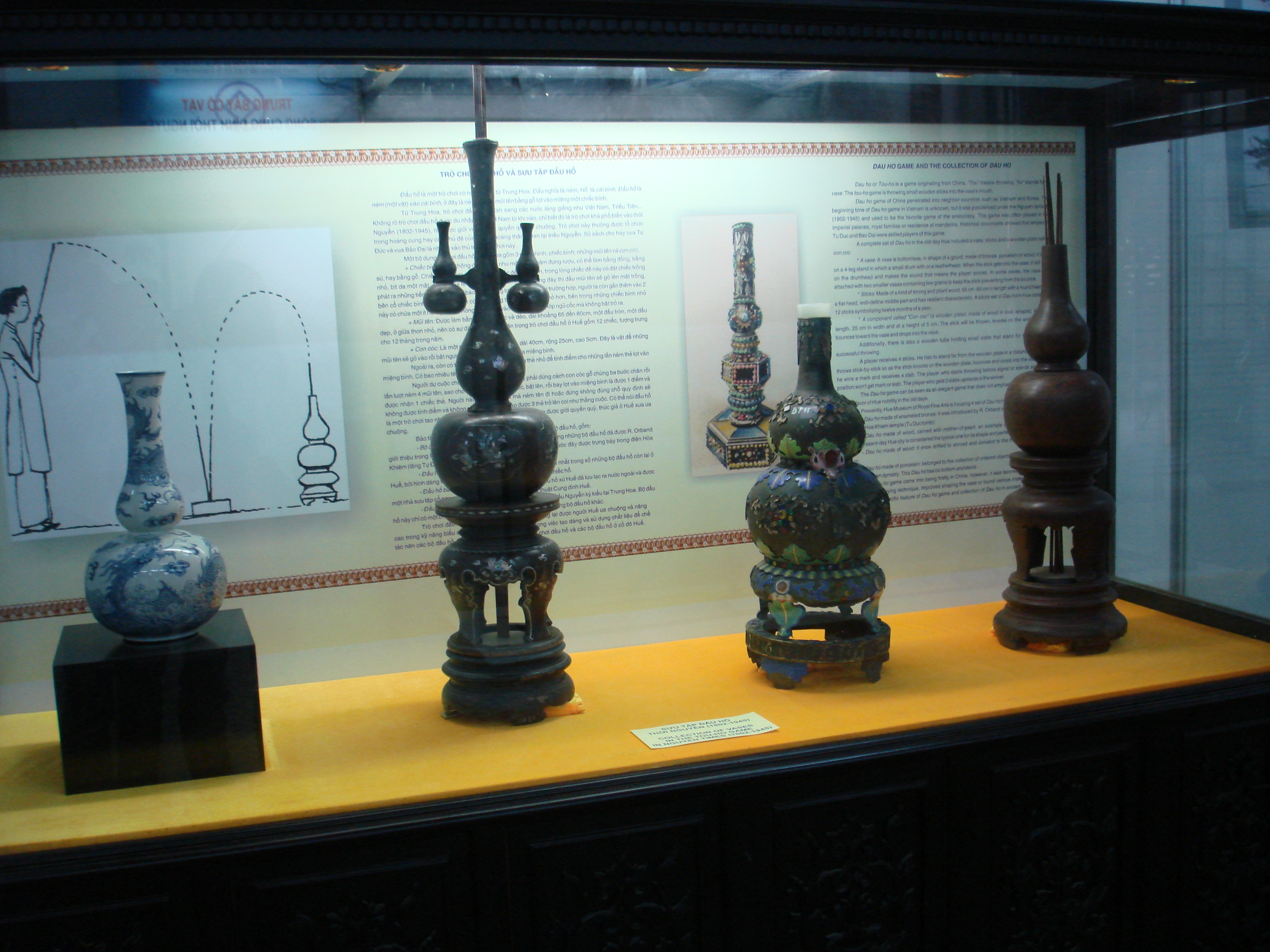
Đầu hồ trưng bày trong Viện Bảo tàng Huế

Tại Bảo tàng Mỹ thuật Cung đình Huế hiện nay vẫn còn lưu giữ rất nhiều dụng cụ chơi Đầu hồ, trong đó có nhiều hiện vật vẫn còn trôi nổi trên thị trường buôn bán cổ vật và nằm tại một số bảo tàng của Pháp.
- Đầu hồ thứ nhất được đúc bằng đồng mạ vàng, trang trí bằng cách chạm nổi các hoa lá và thếp các màu xanh, vàng, lục và đeo một cặp tua màu vàng và đỏ. Ở cổ bình, gắn một vòng ngọc rất đẹp và được trang trí những viên ngọc thạch quý giá cùng những mảnh thủy tinh đủ màu. Bình không có đáy, kê trên ba chân, trong đó có một cái trống nhỏ. Bình cao 61 cm, đặt trên một đế gỗ sơn son cao 45 cm.
- Đầu hồ thứ hai đúc bằng đồng thau, mặt ngoài đen sẫm, dáng thẳng hơn, nhưng trang trí cực kỳ phong phú. Rất nhiều viên ngọc thạch được đính lên bình cũng như lên đế của nó.
- Đầu hồ thứ ba bằng gỗ, sơn mài màu đen, có cẩn xà cừ, nhưng trang trí tương đối đơn giản.